# Gaz Metan Mediaș
Gaz Metan Mediaș war ein rumänischer Sportverein aus Mediaș. Seine Fußballabteilung spielte von 2016 bis 2022 in der Liga 1, der ersten rumänischen Fußballliga.

## Geschichte
Gaz Metan Mediaș wurde im Jahr 1945 als Karres Mediaș gegründet. In den Qualifikationsspielen zur höchsten rumänischen Spielklasse, der Divizia A, konnte sich Karres nicht gegen Dermagant Târgu Mureș durchsetzen und startete somit bei Wiederaufnahme des Spielbetriebs nach Kriegsende zunächst in der Divizia B. Bereits ein Jahr später gelang aber der Aufstieg.
Nach dem Aufstieg änderte der Verein seinen Namen in CSM Mediaș (Arbeitersportklub). Nach dem Klassenerhalt in der Saison 1947/48 stieg er im Jahr 1949 wieder in die Divizia B ab. Nach einer Änderung des Namens in Partizanul Mediaș (1950) trat er ab 1951 unter dem Namen Flacăra Mediaș (Flamme) an. Im selben Jahr gelang Flacăra mit dem Erreichen des Pokalfinals gegen CCA Bukarest der größte Erfolg der Vereinsgeschichte. Das Finale ging aber mit 1:3 nach Verlängerung verloren.
In den 1950er-Jahren strebte Flacăra (ab 1956 unter dem Namen Energia Mediaș) den Wiederaufstieg an, konnte aber nicht mehr an frühere Erfolge anknüpfen. Im Jahr 1958 nahm der Verein seinen heutigen Namen Gaz Metan Mediaș – benannt nach der Erdgasförderung in der Stadt – an. Nach vielen Jahren im Mittelfeld stieg er im Jahr 1972 erstmals in die drittklassige Divizia C ab, konnte aber schon ein Jahr später zurückkehren. Auch nach dem Abstieg 1976 gelang der sofortige Wiederaufstieg.
Gaz Metan konnte sich weitere 15 Jahre in der Divizia B halten, bevor man erneut für ein Jahr der Divizia C angehörte und im Jahr 1993 den umgehenden Aufstieg schaffte. Mitte der 1990er-Jahre begann der Verein einen sportlichen Höhenflug und spielte statt im Mittelfeld nun um den Aufstieg mit. Im Jahr 2000 gelang unter Chefcoach Jean Gavrilă nach 51 Jahren die Rückkehr in die Divizia A. Obwohl Gavrilă nach dem Ende der Hinrunde im Dezember 2000 Silviu Dumitrescu Platz machte, konnte dieser den Tabellenletzten nicht mehr vor dem Abstieg in die Divizia B am Ende der Saison 2000/01 bewahren. Dumitrescu amtierte noch zwei weitere Spielzeiten, in denen die Mannschaft 2002 erst am letzten Spieltag den Klassenerhalt schaffte und in der Folgesaison als Drittplatzierter knapp den Aufstieg verpasste. Er wurde im Sommer 2003 durch Ioan Sabău ersetzt, der gerade seine aktive Karriere bei Universitatea Cluj beendet hatte. In seiner ersten Trainersaison führte Sabău Gaz Metan auf den vierten Rang. 2004/05 musste der Klub im Aufstiegskampf Jiul Petroșani nur aufgrund des schlechteren Torverhältnisses den Vortritt überlassen. Sabău verließ daraufhin den Verein, um Trainer von Gloria Bistrița zu werden, und wurde am 30. Juni 2005 durch Jean Gavrilă ersetzt, der in der Vorsaison mit dem FC Sibiu den Aufstieg in die Divizia A ebenfalls knapp verpasst hatte und aus Sibiu Dorin Zotincă als Co-Trainer mitbrachte. In der Rückrunde der Saison 2005/06 lag Gaz Metan zeitweise an der Tabellenspitze seiner Zweitligastaffel, verlor dann aber einige entscheidende Spiele. Anfang Mai 2006 wurde Trainer Gavrilă durch Alexandru Varo ersetzt, unter dem der Klub jedoch knapp die Relegationsspiele, in denen der vierte Aufsteiger in die Divizia A ermittelt wurde, verpasste. Im Anschluss an die Sommerpause war am 7. Juli 2006 ein Freundschaftsspiel bei Gloria Bistrița vorgesehen. Auf dem Weg dahin verlor der Fahrer des Mannschaftsbusses die Kontrolle über das Fahrzeug, das eine Böschung hinabstürzte. Zahlreiche Spieler und Betreuer, darunter auch Chefcoach Varo, wurden dabei schwer verletzt. Varo blieb dennoch weiterhin Trainer der Mannschaft, bis er im Oktober 2006 von Stelian Gherman abgelöst und dessen Co-Trainer wurde. Gherman erzielte in sieben Meisterschaftsspielen zwei Siege und zwei Unentschieden und wurde am 8. März 2007 nach dem ersten Spieltag der Rückrunde gemeinsam mit seinen Assistenten entlassen. Sein Nachfolger wurde Cristian Pustai, mit dem in der Saison 2007/08 der Wiederaufstieg gelang. In der folgenden Spielzeit konnte der Verein allerdings nur durch den Zwangsabstieg von FC Argeș Pitești die Klasse halten. Zwei Jahre später gelang Gaz Metan mit Platz 7 das bis dahin beste Ergebnis überhaupt. Erneut profitierte der Verein von dem Zwangsabstieg eines anderen Klubs: nachdem Vizemeister FC Timișoara die Erstligalizenz entzogen wurde, durfte Gaz Metan an der 2. Qualifikationsrunde der UEFA Europa League 2011/12 teilnehmen, in der er sich gegen den Kuopion PS durchsetzen konnte. Einige Wochen später konnte sich Gaz Metan in der 3. Qualifikationsrunde überraschend gegen den deutschen Bundesligisten 1. FSV Mainz 05 durchsetzen und qualifizierte sich somit für die Play-offs, in denen Mediaș gegen den österreichischen Club FK Austria Wien ausschied.

## Erfolge
- Rumänisches Pokalfinale: 1951
- Aufstieg in die Divizia A bzw. Liga 1: 1947, 2000, 2008
- Qualifikation für die Play-offs zur Europa League: 2011/12

## Spieler
- Radu Zaharia (1999–2007) Jugend, (2007–2015, 2016–) Spieler,
- Ovidiu Hoban (2005–2011)
- Alexandru Curtean (2003–2008, 2014–2015)
- Cristian Todea (2009–2015)

## Trainer
- Ștefan Dobay (1947–1948, 1953)
- Jean Gavrilă (2000, 2005–2006)
- Silviu Dumitrescu (2000–2003)
- Ioan Sabău (2003–2005)
- Alexandru Varo (2006)
- Stelian Gherman (2006–2007)
- Cristian Pustai (2007–2013)
- Gheorghe Mulțescu (2013)
- Cristian Dulca (2013–2014)